# Macromia celebia
Macromia celebia là loài chuồn chuồn trong họ Macromiidae. Loài này được van Tol miêu tả khoa học đầu tiên năm 1994.